# 富士と港の見える公園

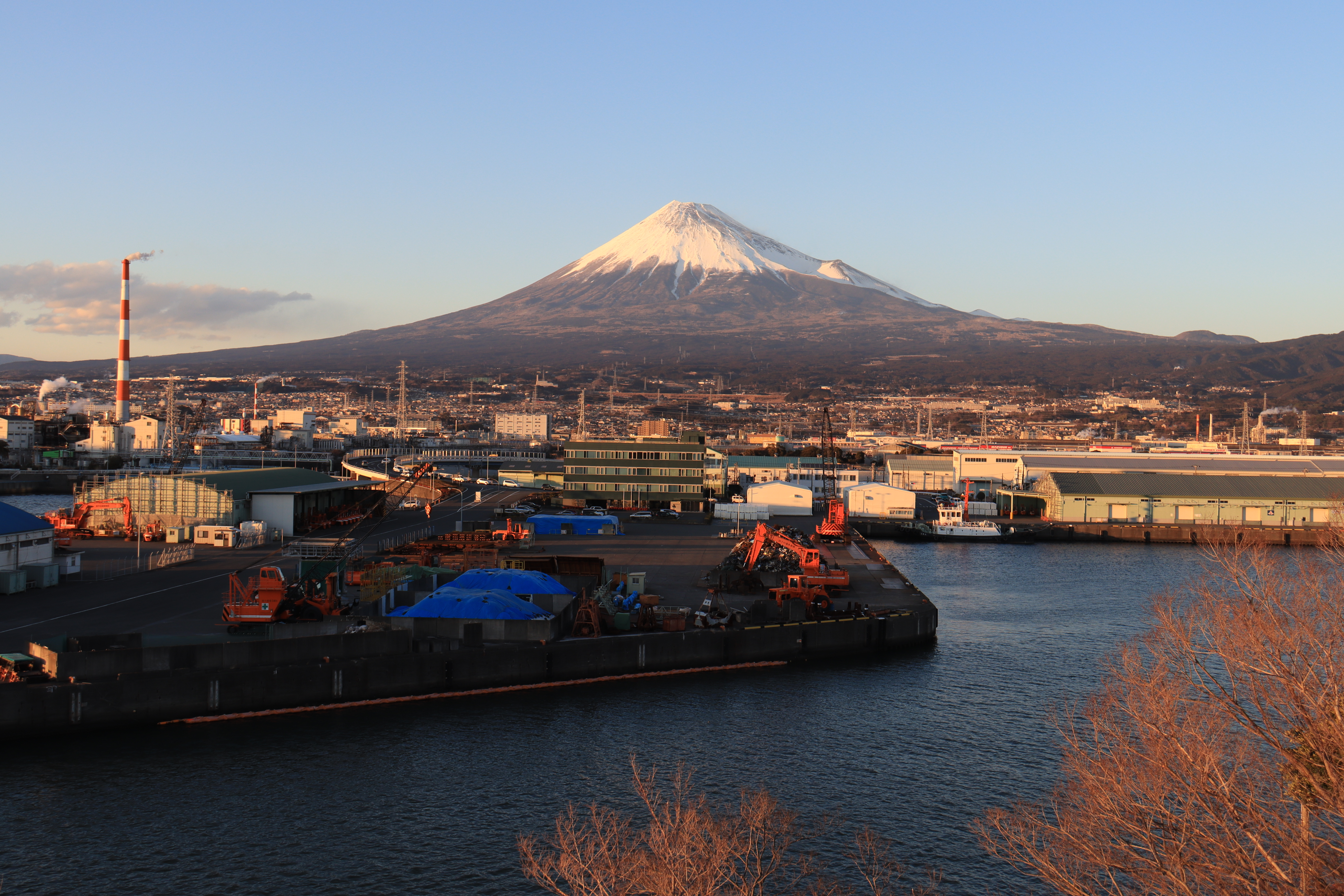
本公園の展望台から望む田子の浦港と富士山

富士と港の見える公園（ふじとみなとのみえるこうえん）は、その名の通り、静岡県富士市田子の浦港の東の小高い丘にある、富士と港が見える公園。展望台にのぼると、海をわたる潮風を浴び、真っ正面を向いた富士山を一望できる。公園内には石水門碑や見附跡などこの地にまつわる史跡や、木製遊具などもある。面積は0.15ヘクタール。

## 公園種類
- 特殊公園（風致公園）

## 施設

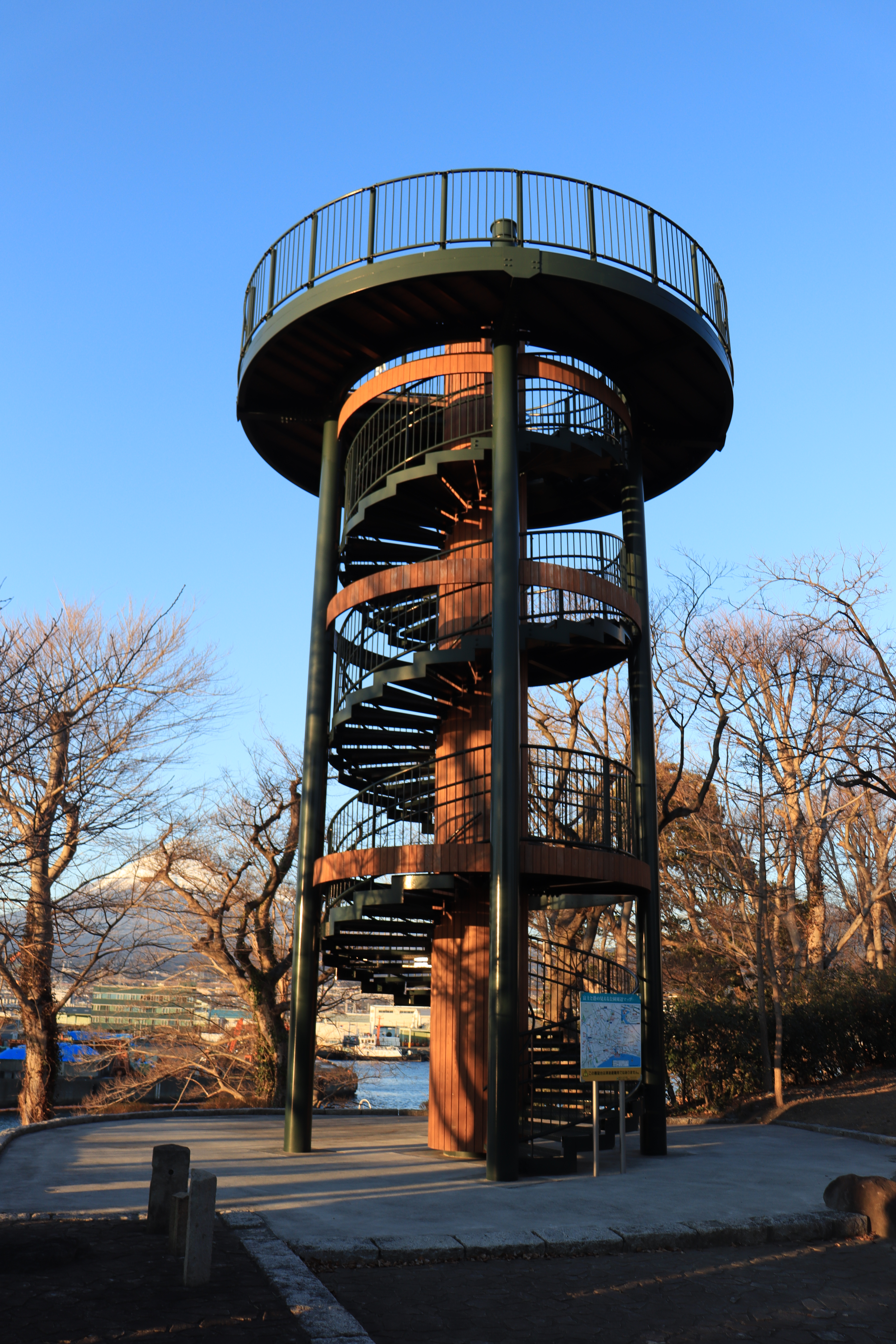
展望台

- 園路
- 自由広場
- 展望台
- 休憩所
- ベンチ
- 複合遊具
- 記念碑
- 駐輪場
- トイレ

## 所在地
- 静岡県富士市鈴川字砂山621-6

## アクセス
- JR吉原駅から徒歩約10分

座標: 北緯35度8分33.3秒 東経138度42分5.1秒 / 北緯35.142583度 東経138.701417度